# Klasztor Bajt Jimal
Klasztor Bajt Jimal (hebr. בית ג'מאל; arab. بيت جمال) – klasztor Salezjanek położony w pobliżu miasta Bet Szemesz wśród wzgórz Judei, w centralnej części Izraela.

## Historia

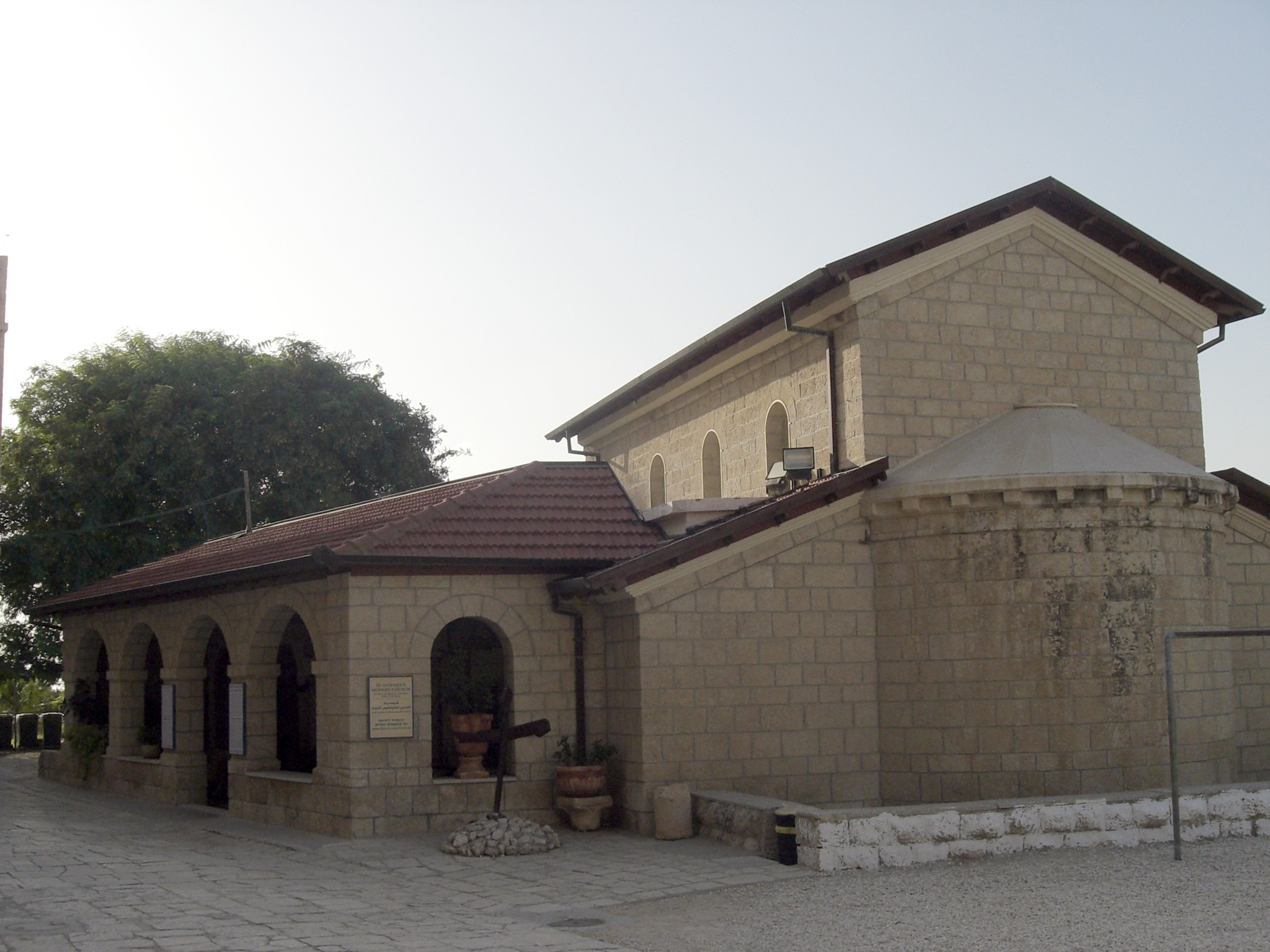
Kościół św. Szczepana w Bajt Jimal

Lokalna tradycja mówi, że został tu pochowany Święty Szczepan, pierwszy chrześcijański męczennik. Jednak w 1873 jego szczątki zostały ekshumowane i przeniesione na górę Syjon w Jerozolimie. Chrześcijańska tradycja mówi także, że pochowano tutaj słynnego rabina Gamaliela, przewodniczącego Sanhedrynu. W V wieku wybudowano tutaj kościół św. Szczepana, który został zniszczone przez Arabów w 614.
W 1881 na tutejszym wzgórzu (o wysokości 370 metrów n.p.m.) została założona szkoła rolnicza prowadzona przez siostry Salezjanki. Przy szkole powstał klasztor z odbudowanym w 1932 kościołem św. Szczepana. W 1919 przy klasztorze powstała stacja meteorologiczna, która funkcjonuje bez przerwy do czasów współczesnych.
W budynku znajdującym się przed wejściem do klasztoru żeńskiego, powstał niewielki klasztor męski (w 2008 mieszkało w nim 5 mnichów). Tutejsi mnisi zaangażowali się w prace rolnicze, uprawiając winorośl i drzewa oliwne. W dwóch małych sklepikach sprzedawane są tutejsze wyroby: oliwa z oliwek, oliwki, miód, świece oraz ceramika. Klasztor jest popularnym wśród Izraelczyków miejscem wycieczek turystycznych.